# Gerobatrachus
Gerobatrachus hottoni (Hotton' s forntida groda) är en typ av utdöd amfibie som man hittat fossil av i Texas, där den tros ha levt för omkring 290 milj. år sedan. Den upptäcktes 1995, presenterades i media 2008, och har väckt stor uppmärksamhet eftersom den visar en kombination av flera anatomiska drag som man idag känner till hos grodor och salamandrar ( den går ibland under smeknamnet "Frogamander" ). på grund av sin taxonomi och kombinationen av drag typiska för grodor och salamandrar har den blivit känd som en felande länk i frågan om dom moderna groddjurens ursprung.

## Beskrivning
Gerobatrachus var liksom många moderna amfibier ganska liten, cirka 1 decimeter lång. Den hade ett stort huvud, liknande grodors, och ögonen var ganska stora. Benen var ganska korta, och man tror att dess eventuella svans var minimal.

## Roll som felande länk
Vad som gör att Geobatrachus är så unik för forskarna är att den ger en bild av hur man tänker sig att en gemensam förfader till grodor och samlamandrar skulle se ut. Innan upptäckten av Gerobatrachus trodde man att dessa båda typer av groddjur, enligt vad beräknat med den molekylära klockan, skilde sig åt från en gemensam förfader inom Temnospondyli någon gång för högst 240 milj. år sedan. Enligt forskarna antyder Gerobatrachus att det skedde ännu tidigare än så, kanske för upp till 275 milj. år sedan.
Det finns några anatomiska drag som är väl uppmärksammade hos Gerobatrachus som gör den till en mosaik. Skallen och det relativt stora utrymmet för myrinx [ trumhinnan ) är typiskt lika dom hos grodor. Vissa ben i vristen är sammanvuxna, vilket är ett typiskt kännetecken för salamandrar.